# Peter Pan (Disney)
Peter Pan (bra: Peter Pan; prt: As Aventuras de Peter Pan) é um filme de animação estadunidense produzido pela Disney em 1953 e baseado na peça teatral Peter and Wendy do autor escocês James Matthew Barrie.
É o 14.º longa-metragem de animação dos estúdios Disney e foi lançado nos cinemas dos EUA em 5 de fevereiro de 1953. O filme foi dirigido por Clyde Geronimi, Wilfred Jackson e Hamilton Luske e produzido por Walt Disney. Peter Pan é o último filme animado lançado pela RKO antes da fundação da distribuidora própria da Disney, a Buena Vista Distribution em 1953.
O filme foi inscrito no Festival de Cinema de Cannes de 1953 Uma sequência intitulada Return to Never Land foi lançada em 2002, e uma série de prequelas diretas para DVD produzidos pela Disneytoon Studios com foco em Tinker Bell começaram em 2008.

## Sinopse
Peter Pan, o garoto que se recusa a crescer, espreita a casa da família Darling na cidade de Londres, pois Wendy, a mais velha dos filhos do casal, crê que ele exista e já convenceu seus irmãos, João e Miguel. Aproveitando a ausência dos pais de Wendy, Peter Pan vai até sua casa e ensina a Wendy, João e Miguel o que devem fazer para voar: pensar em algo bom e usar um pó mágico, que uma pequena fada, Sininho (em Portugal); Tinker Bell (no Brasil), joga sobre eles. 
Peter leva as três crianças para um passeio na Terra do Nunca, uma ilha encantada que é o lar de Peter, Sininho, os Garotos Perdidos e um maquiavélico pirata, conhecido como Capitão Gancho, que jurou se vingar de Peter. Gancho perdeu uma de suas mãos em um duelo com Peter Pan, com ela tendo sido comida por um crocodilo que agora segue sempre o navio do Capitão Gancho, pois quer comer o resto. Tudo realmente se complica quando Sininho fica com muito ciúme de Wendy e quer prejudicá-la.

## Produção
Em 1935, Walt Disney manifestou interesse em fazer uma adaptação de Peter Pan como seu segundo filme após Branca de Neve e os Sete Anões. No entanto, os direitos dos filmes de ação ao vivo foram detidos pela Paramount Pictures. O proprietário dos direitos autorais, o Hospital for Sick Children, em Londres, ofereceu, sem sucesso, que a Disney fizesse um acordo com a Paramount. No entanto, em janeiro de 1939, a Disney obteve os direitos de animação da peça superando o Fleischer Studios, que também desenvolvia filmes de animação. No início de 1939, um rolo de história havia sido concluído, e em maio seguinte, a Disney tinha vários animadores em mente para os personagens. Vladimir Tytla foi considerado pelos piratas, Norman Ferguson pelo cachorro, Nana (que também animava Pluto) e Fred Moore por Tinker Bell.
Durante esse período, a Disney explorou muitas possíveis interpretações da história. Na versão mais antiga, o filme começaria contando a Origem de Peter Pan. Porém, durante uma reunião de história em 20 de maio de 1940, a Disney disse: "Devemos entrar na história propriamente dita, onde Peter Pan vem à casa buscar sua sombra. É aí que a história começa. Como Peter surgiu. realmente outra história". A Disney também explorou a ideia de abrir o filme com Peter Pan vindo à casa de Wendy para sequestra-la como mãe dos Lost Boys. Eventualmente, a Disney decidiu que a trama do sequestro estava muito escura, e ele voltou à peça original de Barrie, na qual Peter vem buscar sua sombra e Wendy está ansiosa para ver Never Land.
Após o bombardeio de Pearl Harbor em 7 de dezembro de 1941, as forças armadas dos Estados Unidos assumiram o controle do estúdio e encomendaram à Walt Disney Productions a produção de filmes de treinamento e propaganda de guerra, de modo que o trabalho de pré-produção de Peter Pan e Alice no País das Maravilhas foi arquivado. No entanto, o Bank of America permitiu que a produção continuasse durante a guerra. Após a guerra, o trabalho no filme foi retomado com Jack Kinney como diretor. Naquela época, Kinney havia considerado deixar a Walt Disney Productions para o estúdio de desenho animado Metro-Goldwyn-Mayer, mas restrições em tempo de guerra o impediram. Como ele não queria que Kinney desistisse de seu contrato, a Disney nomeou Kinney para dirigir Peter Pan.
Durante esse mesmo período, Disney conversou com Mary Martin, que estava aparecendo em uma produção teatral da peça, sobre dar voz a Peter Pan, embora Roy O. Disney reclamou que sua voz era "muito pesada, amadurecida e sofisticada". Jean Arthur contatou Walt sobre ser considerado para o papel. Disney também conversara com Cary Grant sobre dar voz ao capitão Hook, uma possibilidade à qual Grant respondeu que a "ideia o intrigava". Impaciente com os atrasos, a Disney pediu a Kinney que trabalhasse em sequências consecutivamente, em vez de terminar o roteiro inteiro antes do storyboard, para que uma cena fosse aprovada em uma reunião matinal e imediatamente colocada em desenvolvimento. Seis meses depois, durante uma reunião de storyboard, Kinney apresentou uma apresentação de duas horas e meia, durante a qual a Disney ficou em silêncio e depois declarou: "Sabe, eu estive pensando na Cinderela".
Em 1947, a saúde financeira da Walt Disney Productions começou a melhorar novamente. Nessa época, Walt Disney reconheceu a necessidade de políticas econômicas sólidas, mas enfatizou para seus financiadores que reduzir a produção seria suicídio. A fim de restaurar o estúdio à saúde financeira total, Disney expressou seu desejo de voltar a produzir filmes de animação completos. Até então, três projetos de animação - Cinderela , Alice no país das maravilhas e Peter Pan - estavam em desenvolvimento. A Disney sentiu que os personagens de Alice no País das Maravilhas e Peter Pan estavam com muito frio, mas como Cinderela continha elementos semelhantes aos de Branca de Neve, ele decidiu dar luz verde a Peter Pan, colocando-o novamente em produção em maio de 1949.
A cena no berçário passou por muitas alterações. Em uma versão, é a Sra. Darling que encontra a sombra de Peter Pan e a mostra ao Sr. Darling, como na peça original. Em outra versão do filme, Nana vai para Never Land com Pan e os filhos Darling, a história sendo contada através de seus olhos. Em outra interpretação da história, John Darling é deixado para trás por ser muito sério, prático e chato, mas o artista de histórias Ralph Wright convenceu a Disney a fazer John ir com os outros para Never Land. Essa adaptação também incluiu Wendy trazendo seu livro ilustrado de Peter Pan e Peter e as crianças comendo um "jantar imaginário". Nos scripts anteriores, havia mais cenas envolvendo piratas e sereias que eram semelhantes às dos anões em Branca de Neve e os Sete Anões. Por fim, essas cenas foram cortadas por razões de ritmo. O conceito de filme também foi um pouco mais obscuro em um ponto do que o do material de origem ; por exemplo, houve cenas em que o capitão Hook foi morto pelo crocodilo, a família Darling estava de luto por seus filhos perdidos e Pan e as crianças descobrindo o tesouro dos piratas carregado de armadilhas.

### Animação

#### Referência ao vivo
Como nas animações anteriores da Disney, uma versão live-action foi filmada para ajudar os animadores com os atores apresentando uma faixa de diálogo pré-gravada. Margaret Kerry recebeu uma chamada para a audição para servir como referência de ação ao vivo de Tinker Bell. Sobre o live-action, Kerry disse que tinha que estender os braços e fingir voar por todas as cenas que exigiam isso. Além disso, Kerry serviu de inspiração para uma das sereias junto com Connie Hilton e June Foray. Ao mesmo tempo, o estúdio procurava um ator para interpretar Peter Pan, pelo qual Kerry sugeriu seu professor de dança, Roland Dupree ele foi entrevistado e acabou ganhando o papel, fornecendo uma referência para as sequências de voo e ação. Bobby Driscoll Kathryn Beaumont, que também era a voz de Wendy, também se apresentou para as imagens de referência de ação ao vivo. Hans Conried completou o trabalho de narrador ao longo de alguns dias e serviu como referência de ação ao vivo por dois anos e meio.

#### animação dos personagens
Milt Kahl queria fazer a animação do capitão Hook  foi designado para a animação de Peter Pan e os filhos Darling; ele alegou ter sido "enganado". Durante a produção, enquanto animava Peter Pan, Kahl afirmou que a coisa mais difícil de animar era um personagem flutuando no ar. Enquanto observava a animação de Peter Pan, Walt Disney reclamou que os animadores haviam deixado muitas das características faciais de Bobby Driscoll entrarem no design do personagem, dizendo a Kahl que "[eles] são muito masculinos, muito velhos. há algo errado lá. " Kahl respondeu: "Você quer saber o que há de errado!? ... O que há de errado é que eles não têm nenhum talento no local".
O trabalho de animar o Capitão Hook foi designado para Frank Thomas, que enfrentou visões conflitantes do personagem. Um dos roteiristas Ed Penner via Hook como "um tipo muito idiota, não forte, dândi, que amava toda a elegância. Um vigarista. [Co-diretor Gerry] Geronimi o via como um Ernest Torrence: um tipo cruel e pesado de personagem que usou seu gancho ameaçadoramente". Quando Walt Disney viu as primeiras cenas de teste de Thomas, ele disse: "Bem, essa última cena tem algo que eu gosto, acho que você está começando a pegá-lo. Acho melhor esperarmos e deixar Frank ir um pouco mais longe". Como Thomas não pôde animar todas as cenas de Hook, certas sequências foram dadas a Wolfgang Reitherman, como o que mostra Hook tentando escapar do crocodilo Tick-Tock.
Ollie Johnston animou o Sr. Smee. Para capturar melhor sua personalidade cômica, mas cheia de medo e sarcófago, Johnston usou uma variação do design Dwarf de Branca de Neve e fez Smee piscar repetidamente. O ex-mentor de Johnston, Fred Moore, trabalhou em sua unidade como animador de personagens das cenas secundárias de Smee. Moore também animou as sereias e os Garotos Perdidos. Em 22 de novembro de 1952, Moore e sua esposa se envolveram em um acidente de carro em Mount Gleason Drive, em Los Angeles. Moore morreu de uma concussão cerebral no dia seguinte no Hospital St. Joseph, em frente aos estúdios da Disney.

## Trilha sonora
As músicas de Peter Pan foram compostas por Sammy Fain, Sammy Cahn, Frank Churchill, Winston Hibler e Ted Sears. Oliver Wallace compôs a trilha sonora incidental. Destacam-se as músicas: "The Second Star to the Right", "You Can Fly!" , "A Pirate's Life", "Following the Leader" e "What Made the Red Man Red?".
A melodia da música "The Second Star to the Right" foi originalmente escrita para o filme Alice no País das Maravilhas como parte de uma música que teria o nome de "Beyond the Laughing Sky". 

## Lançamento
Peter Pan foi lançado pela primeira vez nos cinemas em 5 de fevereiro de 1953. Foi relançado em 1958, 1969, 1978, 1982 e 1989. O filme também teve um relançamento limitado especial no Philadelphia Film Festival em 2003. Também desempenhou um compromisso limitado em determinados Cinemark Theatres de 16 a 18 de fevereiro de 2013.

### Mídia doméstica
Peter Pan foi lançado pela primeira vez no VHS, LaserDisc e Betamax em 1990 e no Reino Unido VHS em 1993. Uma edição limitada do THX 45º aniversário foi lançada em 3 de março de 1998, como parte da Walt Disney Masterpiece Collection. Peter Pan foi lançado em DVD em 23 de novembro de 1999 como parte da série de edições limitadas da Walt Disney por um período limitado de 60 dias antes de entrar em moratória. Peter Pan foi relançado como uma edição especial em VHS e DVD, em 2002, para promover a sequência Return to Never Land . O DVD foi acompanhado de recursos especiais, incluindo um documentário, um canto, um livro de histórias e uma galeria de imagens de produção.
A Disney lançou um DVD de dois discos "Platinum Edition" do filme em 6 de março de 2007. Um Blu-ray "Diamond Edition" foi lançado em 5 de fevereiro de 2013 para comemorar o 60º aniversário do filme.
Um DVD e uma cópia digital da "Diamond Edition" também foram lançados em 20 de agosto de 2013. Peter Pan foi relançado em formato digital HD em 29 de maio de 2018 e em Blu-ray em 5 de junho de 2018, como parte da linha Walt Disney Signature Collection, para comemorar o 65º aniversário do filme. 

## Recepção

### Bilheteria
Durante sua primeira bilheteria, o filme arrecadou US $ 7 milhões em aluguel doméstico. O filme ganhou um salário doméstico vitalício de US $ 87,4 milhões.
Ajustado pela inflação e incorporando lançamentos subsequentes, o filme teve uma vida útil bruta de US $ 405.593.100.

### Crítica da época
O escritor do The New York Times, criticou a falta de fidelidade do filme à peça original, alegando que "tem a história, mas não o espírito de Peter Pan, como foi claramente concebido por seu autor e geralmente é exibido no palco". No entanto, ele elogiou as cores "mais emocionantes e as características técnicas do trabalho, como a sincronização de vozes com a animação dos lábios, são muito boas". No entanto, Time deu ao filme uma crítica altamente favorável, não fazendo referência às mudanças da peça original. Mae Tinee do Chicago Tribuneescreveu "Os cenários são deliciosamente pitorescos, a música é tão sutil. O filme foi projetado para efeitos amplos e amplos, com o sotaque da comédia. Tenho certeza de que os jovens que crescem com desenhos animados estarão em casa com todos os caracteres. Variety descreveu o filme como um "desenho animado característica de encantar qualidade. A trilha sonora é boa, destacando o burburinho constante de ação e comédia, mas as músicas são menos impressionantes do que as encontradas em uma apresentação da Disney. " O já extinto Harrison's Reports sentiu que o filme era" outra obra-prima da Walt Disney. Deve provar uma delícia, não apenas para crianças, mas também para todo adulto. A animação é tão boa que os personagens parecem quase naturais ".

### Crítica contemporânea
As críticas contemporâneas continuam positivas. Dando ao filme 3 ½ estrelas de 4, Gene Siskel, do Chicago Tribune, observou o "desenho de Tinkerbelle [ sic ] e a exuberância do Capitão Hook", bem como a "música de qualidade misturada à animação apropriada" foram os principais destaques do filme.O site agregador de análises Rotten Tomatoes reportou o filme recebeu uma classificação de 80% de aprovação com base em 35 comentários, com uma pontuação média de 6,92 / 10. O consenso crítico do site diz: "Embora não mergulhe profundamente na escuridão da história de JM Barrie, Peter Pan é um filme emocionante e exuberante, com ótimas músicas". No Metacritic tem uma aprovação favorável de 76/100.
O brasileiro plano crítico aclamou o filme dando o total de 5/5 estrelas e que: "um filme que continuará a encantar gerações e precisa ser guardado bem próximo do coração de qualquer cinéfilo, seja ele criança ou adulto."

## Controvérsia
Peter Pan tem sido criticado nas últimas décadas por seu tratamento amplamente estereotipado dos índios. Na música " What Made the Red Man Red? ", Os índios são retratados como uma raça definida principalmente pela sexualidade; a letra atribui a pele vermelha dos índios à sua busca constante por mulheres. Os índios não foram incluídos na sequência de 2002, Return to Never Land ,mas foram incluídos em um videogame tie-in.
Marc Davis, um dos animadores supervisores do filme, disse em uma entrevista anos após a produção que "não tenho certeza de que teríamos feito os índios se estivéssemos fazendo esse filme agora. E se tivéssemos, não teríamos." faça do jeito que fizemos naquela época."

## Principais prêmios e indicações
| Prêmio/evento | Categoria                    | Recipiente                   | Resultado |
| ------------- | ---------------------------- | ---------------------------- | --------- |
| Cannes 1953   | Palma de Ouro (melhor filme) | Palma de Ouro (melhor filme) | Indicado  |

## Adaptação em live-action
Em 13 de abril de 2016, após os sucessos financeiros e críticos individuais de Maleficent ,Cinderella e The Jungle Book - foram anunciadas várias adaptações em live-action dos filmes de animação dos clássicos da Walt Disney Pictures. A Walt Disney Company anunciou que um filme de Peter Pan de ação ao vivo estava em desenvolvimento, com David Lowery atuando como diretor, com um roteiro que ele co-escreveu com Toby Halbrooks. Em 31 de julho de 2018, foi relatado que o longa-metragem seria lançado exclusivamente no serviço de streaming da empresa, Disney +. Desde então, foi dito que o filme poderia ter um lançamento nós cinemas. Em 7 de janeiro de 2020, o elenco estava em andamento enquanto o filme era intitulado Peter Pan e Wendy. Joe Roth e Jim Whitaker serão os produtores. A fotografia principal estava originalmente programada para começar em 17 de abril de 2020, no Canadá,Londres e Reino Unido.
Em 10 de março de 2020, a Variety informou que Alexander Molony e Ever Anderson foram escalados como Peter Pan e Wendy, respectivamente. Em 13 de março, a produção do filme foi temporariamente interrompida devido à pandemia de coronavírus. Em 7 de julho de 2020, a Variety informou que Jude Law está em negociações para interpretar o Capitão Hook. Joaquin Phoenix, Adam Driver e Will Smith foram considerados anteriormente como Hook, mas todos recusaram o papel.